# Большая Калаярви
Большая Калаярви или Большая Калаоя — река в России, протекает в Карелии.
Исток — небольшое озеро Леволампи в Суоярвском районе. Течёт на юго-восток, в верхнем течении принимает левый приток из озера Болбалампи. Пересекает границу Пряжинского района, после чего впадает в озеро Калаярви, через которое протекает Лоймоланйоки. Длина реки составляет 12 км.

## Данные водного реестра
По данным государственного водного реестра России относится к Балтийскому бассейновому округу, водохозяйственный участок реки — Водные объекты бассейна оз. Ладожское без рр. Волхов, Свирь и Сясь, речной подбассейн реки — Нева и реки бассейна Ладожского озера (без подбассейна Свирь и Волхов, российская часть бассейнов). Относится к речному бассейну реки Нева (включая бассейны рек Онежского и Ладожского озера).
Код объекта в государственном водном реестре — 01040300212102000011471.